# Павленко, Алексей Николаевич
Алексе́й Никола́евич Павле́нко  —  российский артист балета, хореограф, педагог. Заслуженный артист Бурятской АССР (1974), Заслуженный артист РСФСР (1979).

## Биография
Родился 31 марта 1950 года в Петровске-Забайкальском. По окончании Бурятского хореографического училища в 1967 году принят в труппу Бурятского государственного академического театра оперы и балета. Многолетний сценический партнёр народной артистки СССР Ларисы Сахьяновой (с начала семидесятых годов и до окончания творческой деятельности балерины).
Окончил балетмейстерский факультет ГИТИСа (1990 год). В 1994-97 годах — директор балета Красноярского государственного театра оперы и балета и одновременно педагог Красноярского хореографического училища. С 1997 года педагог-репетитор Красноярского государственного театра оперы и балета и педагог Красноярского хореографического училища.
Гастролировал за рубежом.

## Творчество
Танец Алексея Павленко отличала отточенная техника, великолепный прыжок, умное и глубокое прочтение образа танцуемой партии.

### Партии
- Альберт Жизель Адана
- Красс Спартак Хачатуряна
- Зигфрид Лебединое озеро Чайковского
- Солор Баядерка Минкуса
- Ферхад Легенда о любви (балет) Меликова
- Хозе Кармен-сюита Бизе-Щедрина
- Гирей Бахчисарайский фонтан Асафьева
- Давид Гаянэ Хачатуряна
- Енисей Красавица Ангара Книппера и Ямпилова
- Жан де Бриен Раймонда Глазунова
- Орозкул Белый пароход
- Алексей Комиссар
- Юноша "Гибель розы" Малера. Хореография Ролана Пети

## Признание и награды
- Заслуженный артист Бурятии (1974)
- Заслуженный артист РСФСР (12 сентября 1979)